# Zdzisława Wojciechowska
Zdzisława Wojciechowska (ur. 21 lutego 1907 w Dreźnie, zm. 24 sierpnia 1985 w Ostromecku) – polska wiolonczelistka, nauczycielka szkół muzycznych w Bydgoszczy, instrumentalistka związana z orkiestrami symfonicznymi i zespołami kameralnymi działającymi w Bydgoszczy w okresie międzywojennym i po II wojnie światowej.

## Życiorys
Uzyskała dyplom Miejskiego Konserwatorium Muzycznego w Poznaniu w 1932 r. w klasie prof. E. Butkiewicza. Była artystą muzykiem o wybitnych kwalifikacjach wirtuozowskich i pedagogicznych, członkiem orkiestry symfonicznej w Toruniu (1940-1941), następnie pracowała w Orkiestrze Symfonicznej Polskiego Radia w Bydgoszczy (1945-1951), a później w Filharmonii Pomorskiej, pełniąc funkcję koncertmistrza. 
Pracę pedagogiczną rozpoczęła w Miejskim Konserwatorium Muzycznym w Bydgoszczy (1929-1939), równocześnie ucząc w konserwatorium w Gdańsku (1930-1931), Toruniu (1930-1933) i Inowrocławiu (1933-1934). Z bydgoskimi szkołami muzycznymi (Państwowa Niższa Szkoła Muzyczna, Państwowa Średnia Szkoła Muzyczna, Liceum Muzyczne) związana była jako nauczyciel gry na wiolonczeli i prowadzący klasę kameralną od 1945 do 1971 r. Równocześnie była wykładowcą na Wydziale Instrumentalnym Państwowej Wyższej Szkoły Muzycznej w Poznaniu. Jej absolwenci, uczniowie i zespoły kameralne zdobywały w latach 60. wysokie lokaty na ogólnopolskich przesłuchaniach szkół muzycznych II stopnia. Jej wychowankami ze szkoły średniej byli m.in. Roman Suchecki, przyszły rektor bydgoskiej Akademii Muzycznej im. F. Nowowiejskiego i Stanisław Firlej, laureat m.in. Międzynarodowego Konkursu Muzycznego w Utrechcie, prof. Akademii Muzycznej w Łodzi. 
Współpracowała z Państwowym Wydawnictwem Muzycznym w zakresie wydawnictw pedagogicznych dla szkół muzycznych. W 1982 r. została odznaczona za działalność artystyczną i pedagogiczną Krzyżem Kawalerskim Orderu Odrodzenia Polski.